# خمسل
الخَمْسَل (منحوت من كلمتَي خمر وعسل) مشروب يوناني قديم يتكون من العسل وعصير العنب غير المخمر. يتم استخدامه أحيانًا كعلاج شعبي للنقرس وبعض الاضطرابات العصبية.
تُحضَّر العديد من المشروبات باستخدام العسل. البِتْع هو مشروب كحولي مخمر مصنوع من العسل والماء والخميرة. يتكون الخَلْسَل [الإنجليزية] من العسل والخل وملح البحر ومياه الأمطار. الوَرْسَل هو مزيج من الورد والعسل. يُصنع البِتْع الحِصْرِميّ من عصير الحِصْرِم -العنب غير الناضج- الممزوج بالعسل. يأتي الخمسل من عصير العنب غير المخمر والعسل. ومع ذلك، وفقًا للجيوبونيكا، يُحضَّر الخمسل إما عن طريق مزج العسل مع الخمر والتوابل (مثل القسط الهندي) أو عن طريق خلط العسل مع الخمر الفطير.
للخمسل دلالة على أنه مزيج من القوة والحلاوة، والذي يمكن أن يعني شيئًا إيجابيًا (كما في سمة الشخصية) أو سلبيًا (كما في نهج الجزرة والعصا).